# 트리쿠스페스
트리쿠스페스(Tricuspes)는 트라이아스기 후기에서 쥐라기 초기에 살았던 키노돈트이다. 트리쿠스페스속에는 트리쿠스페스 투빙겐시스(Tricuspes tubingensis), 트리쿠스페스 시고그네아우에(Tricuspes sigogneauae), 트리쿠스페스 타피노돈(Tricuspes tapeinodon) 이렇게 3종이 있으며 모두 유럽에서 발견되었다.